# گرین پارک
گرین پارک (انگلیسی: Green Park) یک پارک سلطنتی در لندن است.
این پارک که در شهر وست‌مینستر در مرکز لندن است ۱۹ هکتار مساحت دارد و در کنار کاخ باکینگهام قرار دارد، ایستگاه متروی گرین پارک در شمال این پارک ساخته شده است.

## نگارخانه

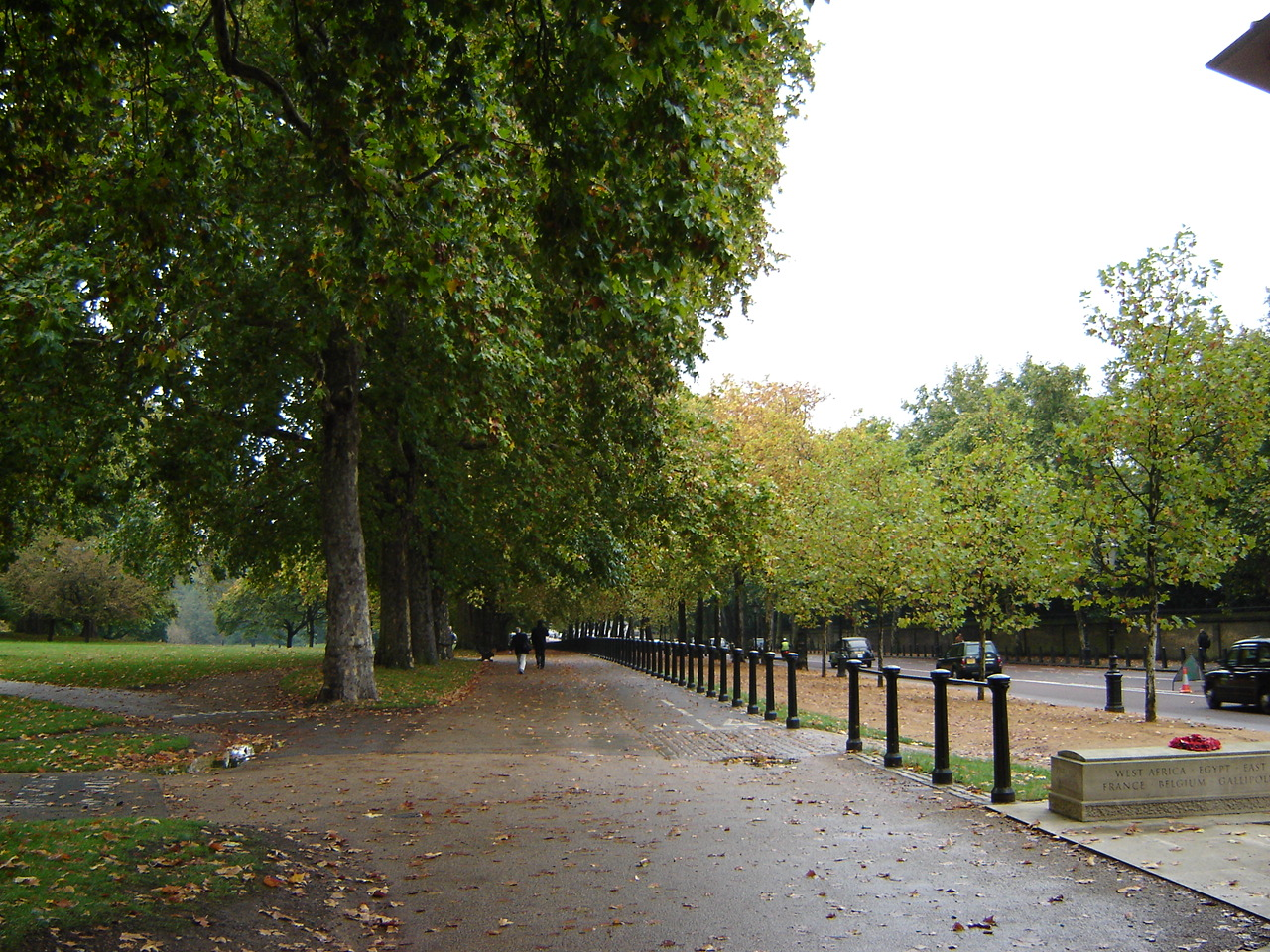
گرین پارک و کانستیتوشن هیل
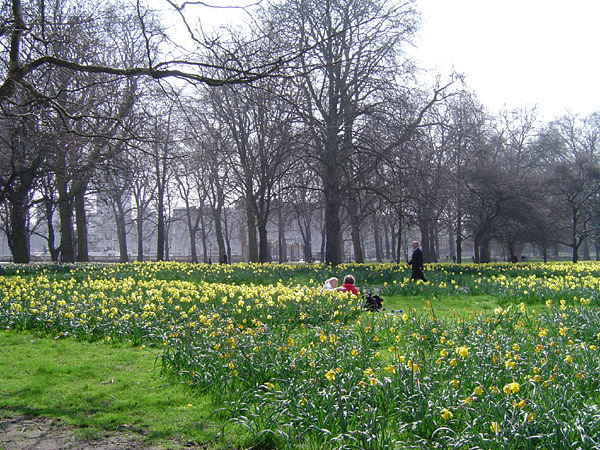
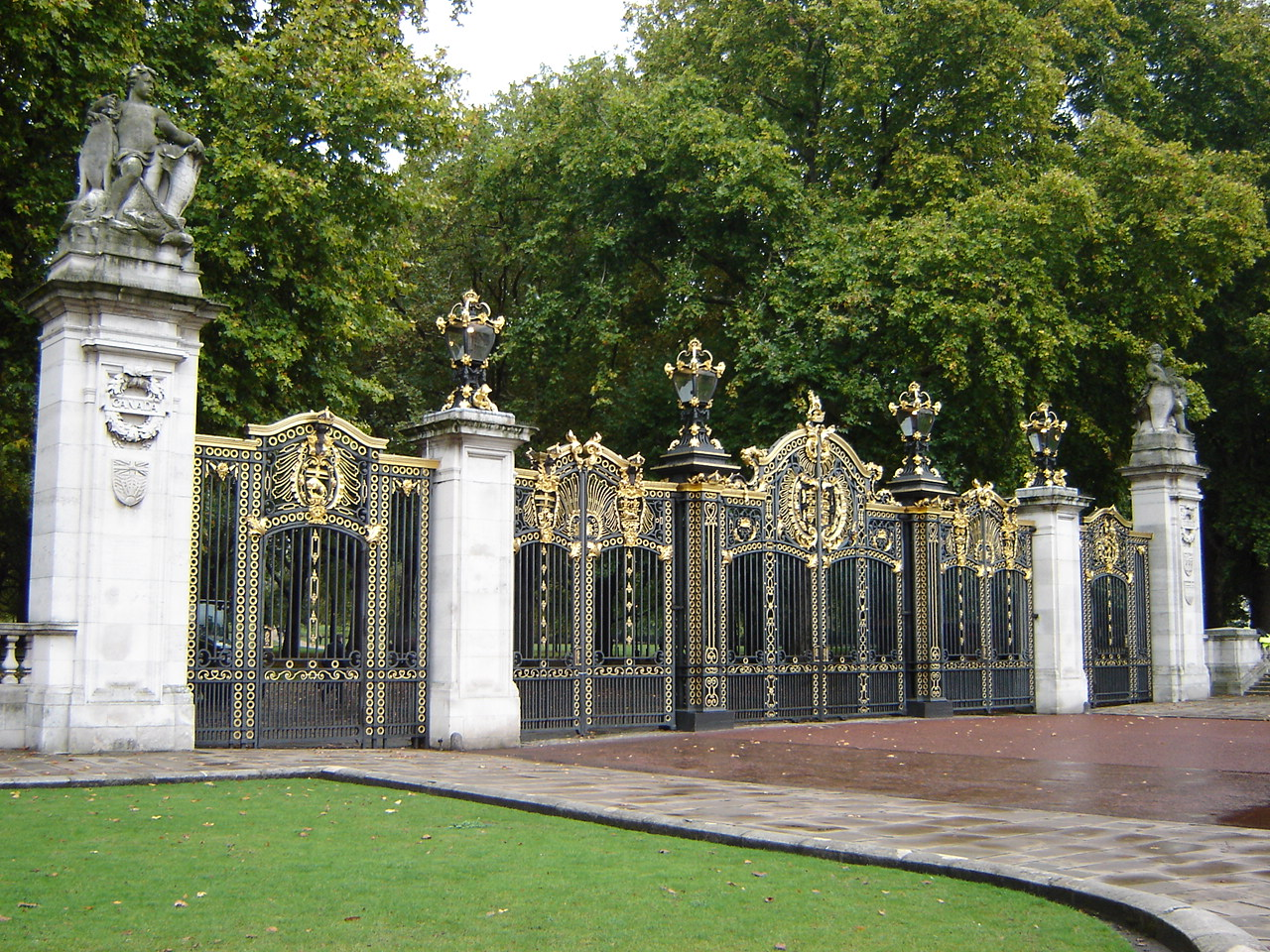
Canada Gate, located on the south side of the park
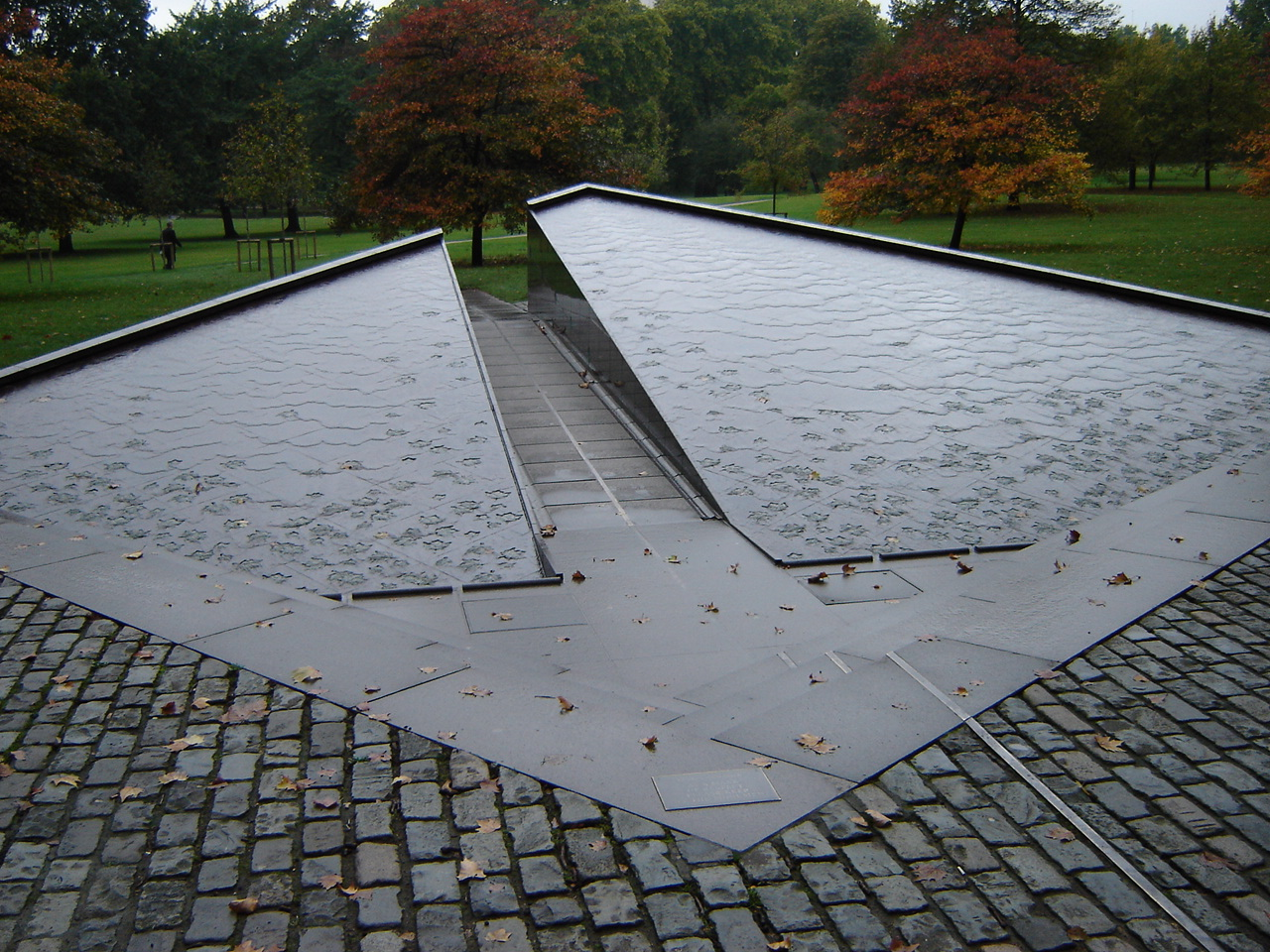
Pierre Granche's Canada Memorial در گرین پارک, لندن, نزدیکی کاخ باکینگهام
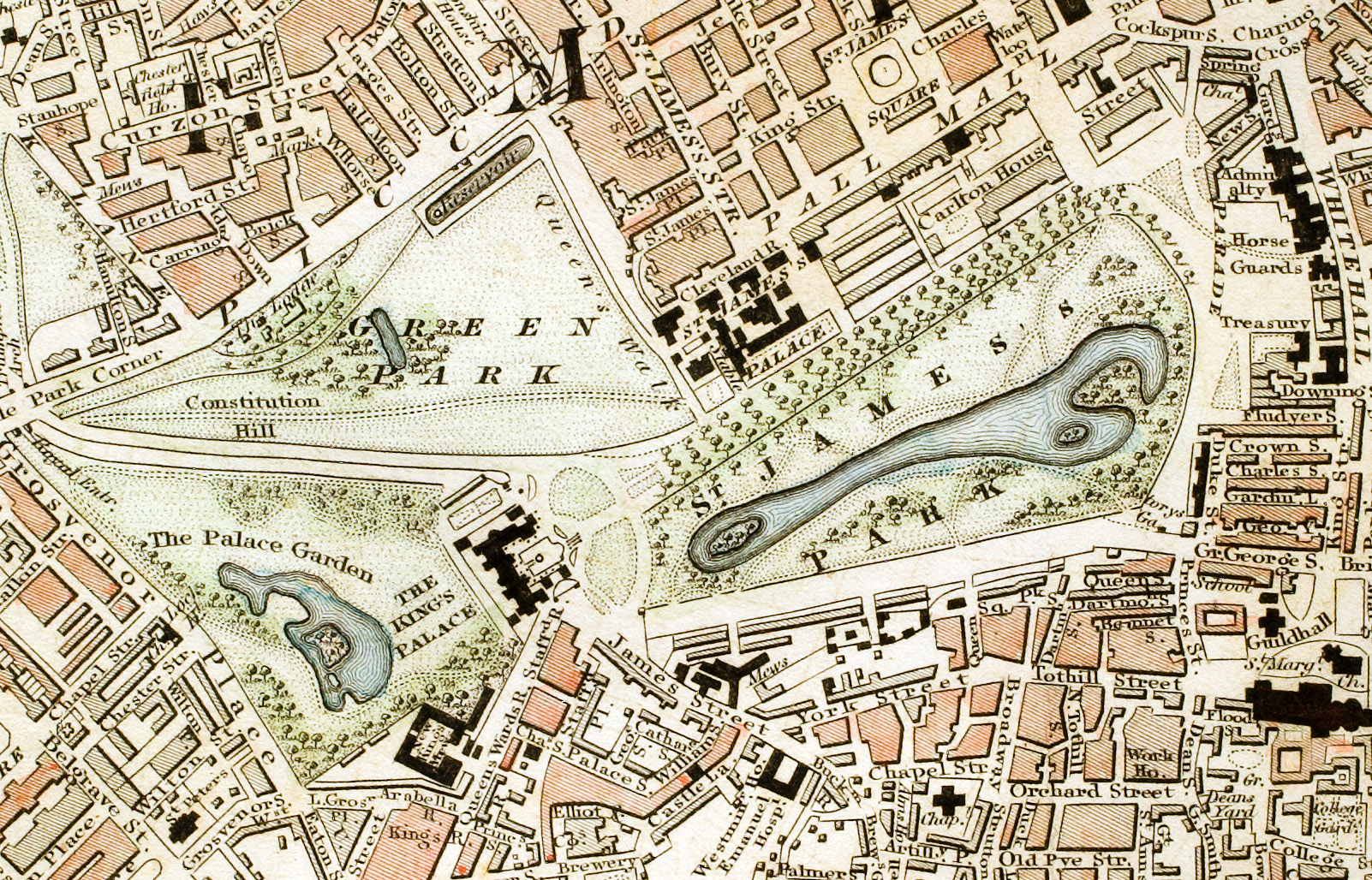
گرین پارک و سنت جیمز پارک c.1833
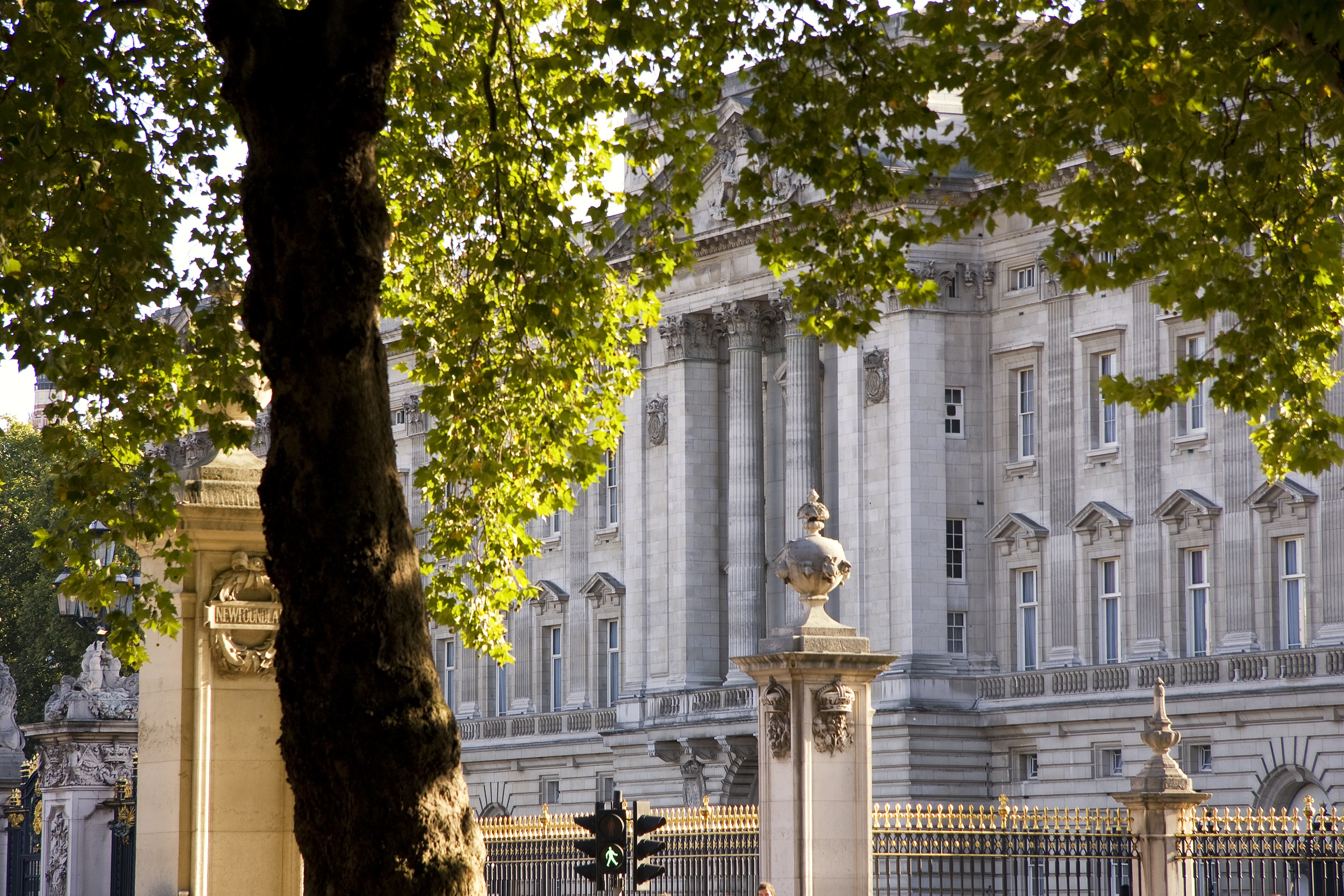
نمایی از کاخ باکینگهام از گرین پارک